# Ahmed Jahouh
Ahmed Jahouh, arab. أحمد جحوح  (ur. 31 lipca 1988 w Nadorze) – marokański piłkarz grający na pozycji pomocnika. W sezonie 2020/2021 gra dla Mumbai City FC.

## Kariera

### Kariera klubowa
Pierwszym klubem Ahmeda Jahouha był IZK Khemisset. 1 lipca 2010 roku został zawodnikiem Moghrebu Tétouan. W tym czasie zdobył z tym klubem mistrzostwo kraju 10 lipca 2012 roku po raz pierwszy w karierze wyjechał za granicę i dołączył do zespołu Ittihadu Kalba. Rozegrał tam 9 meczów i raz cieszył się ze strzelonej bramki. 30 czerwca 2013 roku powrócił do Maroka i do Moghrebu Tétouan. Łącznie w tym zespole rozegrał 70 meczów, strzelił 8 goli i zanotował jedną asystę. W tym czasie, w sezonie 2013/2014 ponownie został krajowym mistrzem. 7 września 2015 roku podpisał kontrakt z Rają Casablanca. Zagrał tam w 13 meczach i strzelił 2 bramki. 25 lipca 2016 roku zmienił klub na FUS Rabat. 2 sierpnia 2017 roku został wypożyczony do FC Goa, 31 maja 2018 roku powrócił do FUS Rabat. W tym klubie zagrał w 13 meczach, strzelił 1 bramkę i zaliczył 1 asystę. 9 czerwca 2018 roku powrócił do FC Goa, lecz został wykupiony przez indyjski klub. Dla tego zespołu rozegrał 56 meczów, zaliczył 6 asyst i strzelił jednego gola. Następnym klubem zawodnika był Mumbai City FC, do którego trafił 22 października 2020 roku. Do 28 marca 2021 roku rozegrał tym klubie 20 meczów i zaliczył 5 asyst. Z tym klubem raz zdobył mistrzostwo kraju.

### Kariera reprezentacyjna
Ahmed Jahouh nigdy nie wystąpił w ojczystej reprezentacji, ale był w kadrze na 2 mecze.